# Западно Алигейнско плато
Западното Алигейнско плато (на английски: Western Allegheny Plateau) е екорегион в източната част на Съединените американски щати, част от Озаркско-Уачитско-Апалачките гори.
Част от Алигейнското плато, той заема северозападната част на щата Западна Вирджиния, югоизточната на Охайо и съседни области от Пенсилвания и Кентъки. Представлява силно разчленено плато, традиционно заето от мезофитни гори от дъб, клен и бук, като днес долините се използват за селскостопански цели, а значителни части са засегнати от интензивен въгледобив.